# Општина Судици (Јаломица)
Судици (рум. Sudiţi) општина је у Румунији у округу Јаломица.
Oпштина се налази на надморској висини од 17 m.